# Arnautovići
Arnautovići (en cyrillique : Арнаутовићи) est un village de Bosnie-Herzégovine. Il est situé dans la municipalité de Visoko, dans le canton de Zenica-Doboj et dans la fédération de Bosnie-et-Herzégovine. Selon les premiers résultats du recensement bosnien de 2013, il compte 467 habitants.

## Géographie
Le village est situé au nord de Visoko, au bord de la rivière Bosna.

## Histoire
Sur le territoire du village se trouve le site archéologique de Mile, dont les découvertes remontent à la Préhistoire et Moyen Âge ; il abrite notamment avec les ruines de l'église médiévale du couronnement et de la sépulture des rois de Bosnie ; cet ensemble est inscrit sur la liste des monuments nationaux de Bosnie-Herzégovine.

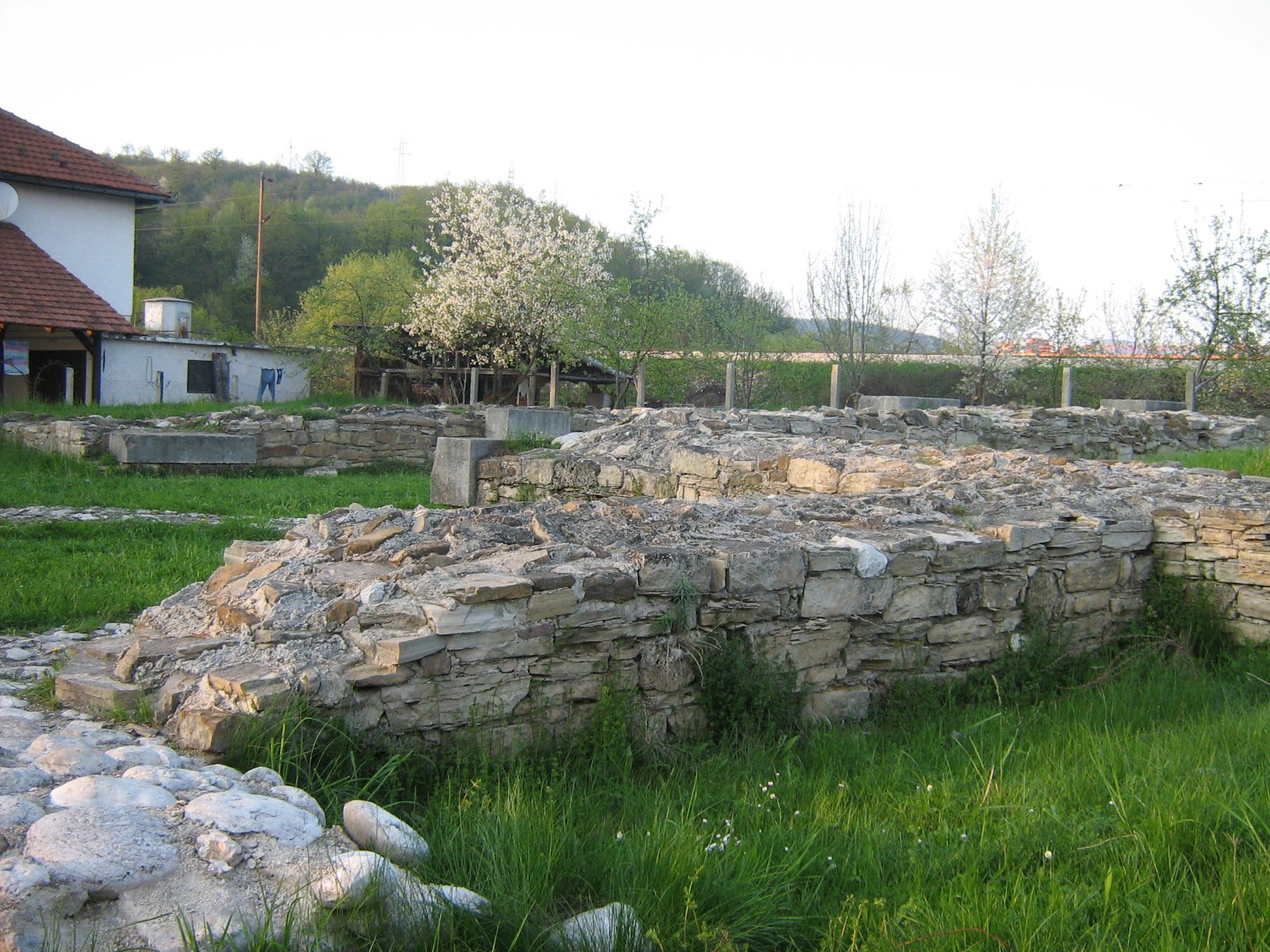
Vue partielle du site archéologique de Mile

Le couvent franciscain d'Arnautovići est également classé sur une liste provisoire.

## Démographie

### Évolution historique de la population dans la localité
| 1948 | 1953 | 1961 | 1971 | 1981 | 1991 | 2013 |
| ---- | ---- | ---- | ---- | ---- | ---- | ---- |
| -    | -    | 302  | 392  | 445  | 487  | 467  |

|  |

### Communauté locale
En 1991, la communauté locale d'Arnautovići comptait 994 habitants, répartis de la manière suivante :